# Pradosegar
Pradosegar é um município da Espanha na província de Ávila, comunidade autónoma de Castela e Leão, de área 11,29 km² com população de 174 habitantes (2007) e densidade populacional de 17,80 hab/km².

## Demografia
| Variação demográfica do município entre 1991 e 2004 | Variação demográfica do município entre 1991 e 2004 | Variação demográfica do município entre 1991 e 2004 | Variação demográfica do município entre 1991 e 2004 |
| --------------------------------------------------- | --------------------------------------------------- | --------------------------------------------------- | --------------------------------------------------- |
| 1991                                                | 1996                                                | 2001                                                | 2004                                                |
| 203                                                 | 191                                                 | 167                                                 | 201                                                 |